# 施維亞·姬絲桃
施維亞·瑪麗亞·姬絲桃（荷蘭語：Sylvia Maria Kristel，1952年9月28日—2012年10月17日），荷蘭籍女演員及模特兒。共出演了50多部電影。她最為人所知的是參與法國軟性情色電影《艾曼紐》的拍攝，並憑演出艾曼紐一角而在國際成名。

## 經歷

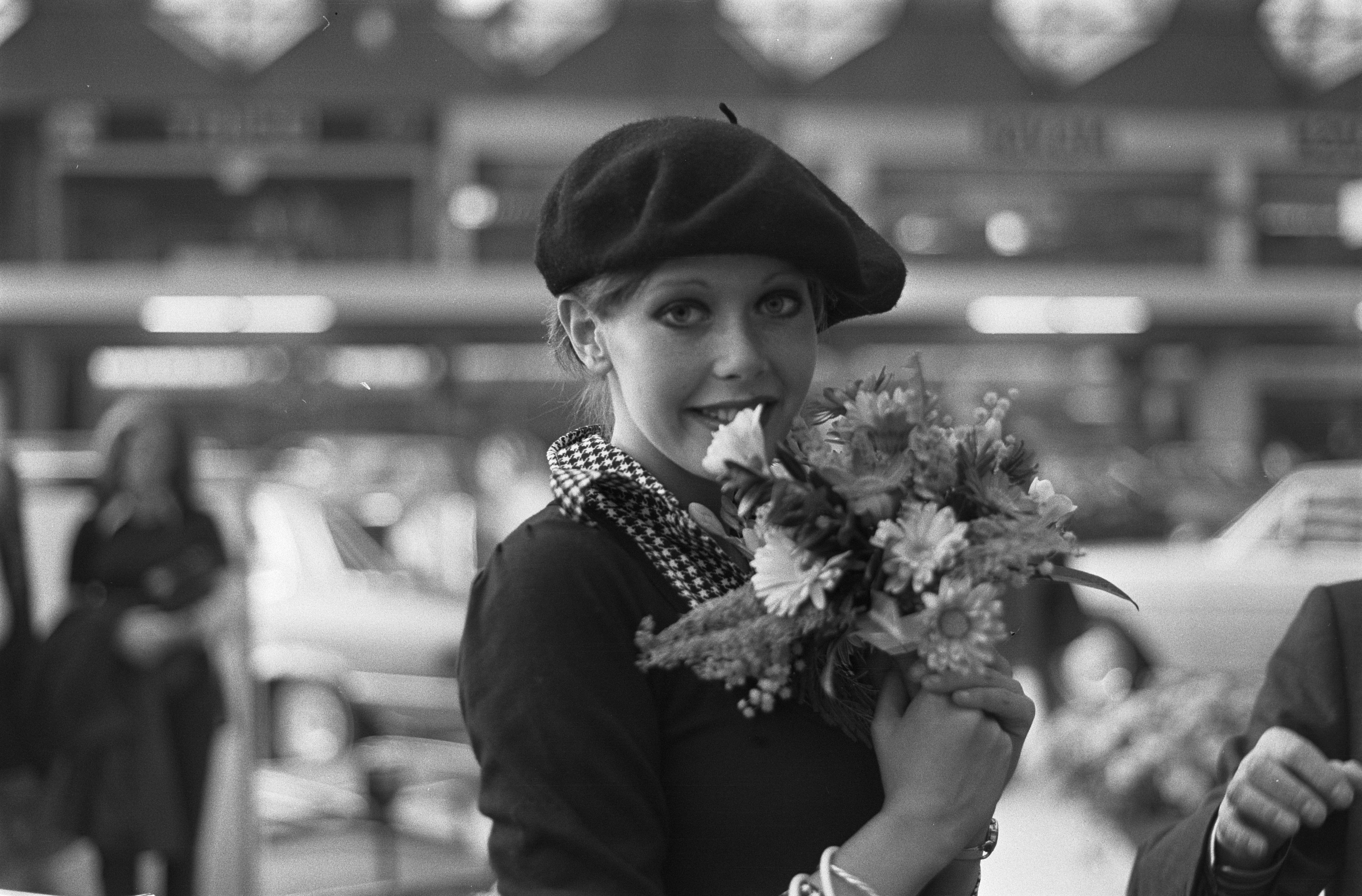
1973年施維亞·姬絲桃

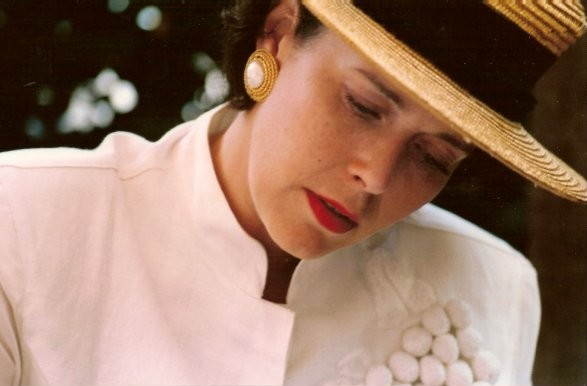
1990年施維亞·姬絲桃

姬絲桃出生於荷蘭烏德勒支。她在17歲開始擔任模特兒的工作，1973年參加歐洲電視小姐競選並獲得冠軍。她在1974年參與法國軟性情色電影《艾曼紐》的拍攝，並憑演出艾曼紐一角而在國際成名，而《艾曼紐》亦成為法國最成功的電影之一。
2012年6月，姬絲桃因罹患腦中風住進阿姆斯特丹的醫院。同年10月17日傍晚，姬絲桃於睡夢中逝世，享年60歲。她生前患有咽喉癌、肺癌與食道癌。

## 外部連結
- 在AllMovie上施維亞·姬絲桃的頁面（英文）
- 施維亞·姬絲桃在互联网电影资料库（IMDb）上的資料（英文）
- 烂蕃茄上的施維亞·姬絲桃
- TCM电影资料库上施維亞·姬絲桃的资料（英文）